# Anna Makarova
Anna Makarova é uma jogadora de voleibol russa.
Tem 25 anos, 1,94 metros e 80 Kg. Tem um estilo de jogo característico russo, com bolas altas, lentas e previsíveis. Mesmo assim tem um ótimo aproveitamento no ataque, 43,51 como estreante no Grand Prix de Voleibol de 2009. Seu estilo de jogo se baseia em fortes ataques pela paralela, é bem inteligente e aproveita-se bem do bloqueio adversário explorando-o.